# Nasz nye dogonyat
Nasz nye dogonyat (oroszul cirill betűkkel Нас не догонят, angolul Not Going To Catch Us vagy Not Gonna Get Us, magyarul Nem kapnak el minket) a t.A.T.u. második dala a 200 po vsztrecsnoj című bemutatkozó albumukról. A dalt 2001 márciusában adták ki Oroszországban.

## Videóklip
A videó Julia és Lena rendőrségi fotóinak bemutatásával kezdődik. Ők közben kint futnak a havas környezetben, ahol lopnak egy nagy teherautót (KRAZ 258), azzal keresztülszáguldanak egy repülőtéren és áttörnek egy kerítést, miközben énekelnek.
A két lány később a hófödte Szibériában száguld. Közben elgázolnak egy építési munkást, akit Ivan Sapovalov játszik. Eközben mindkét lány néhány családi fotóját mutatják be. A videóklip végén a lányok megölelik egymást a lángoló teherautó tetején. A felvételeket Ivan Shapovalov irányította.

## CD információ
A dalt Lengyelországon kívül máshol nem adták ki külön CD/DVD-n; a dalt a 200 po vsztrecsnoj és a 2006-os The Best című albumokon adták ki.

### Dallista a 2003-as lengyel CD-n
- "Ya Soshla S Uma"  – 3:34
- "Nas Ne Dogonyat"  – 4:20
- "30 Minutes" – 3:18
- "All The Things She Said" – 3:34

### Értékelések
| Ország               | Helyezés |
| -------------------- | -------- |
| Polish Airplay Chart | 1        |
| Románia Top 100      | 1        |
| Russia TopHit 100    | 1        |

## Külső hivatkozások
- Nasz nye dogonyat – YouTube-videó